# Oirschot
Oirschot (phát âmⓘ) là một đô thị và thị xã ở phía nam Hà Lan.  Đô thị này có cự ly 12 km so với thành phố Eindhoven và 20 km so với thành phố Tilburg ở trong tỉnh Noord-Brabant (Bắc Brabant).  Đô thị này có dân số 17.841 người. (1 tháng 1 2007).

## Các trung tâm dân cư
- Oirschot
- Middelbeers
- Oostelbeers
- Spoordonk
- Westelbeers